# Copa Confederación de la CAF 2009
La Copa Confederación de la CAF del 2009  fue la 6.ª edición del segundo torneo de clubes más importante de África organizado por la CAF.
El Stade Malien de Malí venció en la final al ES Sétif de Argelia para proclamarse campeón del torneo por primera vez.

## Ronda Preliminar
| Equipo 1               | Agr.         | Equipo 2           | Ida | Vuelta |
| ---------------------- | ------------ | ------------------ | --- | ------ |
| US Ouagadougou         | 1–1 (v.)     | ASC Diaraf         | 0–0 | 1–1    |
| OC Bukavu Dawa         | 4–4 (v.)     | Club 57 Tourbillon | 3–3 | 1–1    |
| Tourbillon FC          | 4–1          | Vital'O            | 4–0 | 0–1    |
| USM Libreville         | 2–1          | ASFAN              | 2–1 | 0–0    |
| Hay Al Arab            | 1–1 (2-3 p.) | Al-Ahly Benghazi   | 0–1 | 1–0    |
| Sport Bissau e Benfica | 1–3          | ASC Yakaar         | 1–2 | 0–1    |
| Prisons FC             | 0–6          | Khaleej Sirte      | 0–2 | 0–4    |
| Mighty Barrolle        | 1–4          | SOA                | 0–2 | 1–2    |
| AS de Vacoas-Phoenix   | 2–1          | AS Adema           | 1–1 | 1–0    |
| Atlético Muçulmano     | 2–5          | Malanti Chiefs     | 1–0 | 1–5    |
| Victors FC             | 0–3          | CAPS United        | 0–2 | 0–1    |
| Red Arrows FC          | 7–0          | Mundu SC           | 6–0 | 1–0    |
| Gor Mahia              | 0–6          | APR FC             | 0–5 | 0–1    |

### Ronda de Compensación
| Equipo 1          | Agr. | Equipo 2        | Ida | Vuelta |
| ----------------- | ---- | --------------- | --- | ------ |
| Deportivo Mongomo | 3–11 | Anges de Fatima | 2–0 | 1–1    |

1- Ambas federaciones inscribieron a sus representantes para el torneo después de la fecha límite, pero ambos clubes fueron admitidos en una ronda intermedia en la que el vencedor de la serie entraría a jugar en la primera ronda en caso de que algún equipo clasificado a esa ronda abandonara el torneo; como eso no ocurrió, tanto el Deportivo Mongomo como el Anges de Fatima fueron eliminados del torneo.

## Primera Ronda
| Equipo 1             | Agr.         | Equipo 2                 | Ida | Vuelta |
| -------------------- | ------------ | ------------------------ | --- | ------ |
| US Ouagadougou       | 2–3          | Aigle Royal de la Menoua | 2–1 | 0–2    |
| Club 57 Tourbillon   | 0–1          | Bayelsa United FC        | 0–0 | 0–1    |
| Tourbillon FC        | 3–5          | US Douala                | 1–2 | 2–3    |
| USM Libreville       | 2–5          | Santos FC                | 0–1 | 2–4    |
| CS Sfaxien           | 5–3          | Al-Ahly Benghazi         | 4–1 | 1–2    |
| Satellite FC         | 2–5          | JC Abidjan               | 1–2 | 1–3    |
| ASC Yakaar           | 2–5          | JSM Béjaïa               | 1–1 | 1–4    |
| Stade Tunisien       | 0–2          | Stade Malien             | 0–0 | 0–2    |
| Khaleej Sirte        | 0–6          | ES Sétif                 | 0–1 | 0–5    |
| SOA                  | 3–6          | CRD Libolo               | 0–1 | 3–5    |
| AS de Vacoas-Phoenix | 1–9          | Mamelodi Sundowns        | 0–3 | 1–6    |
| Malanti Chiefs       | 1–6          | Vita Club                | 1–3 | 0–3    |
| CAPS United          | 1–2          | ENPPI                    | 0–0 | 1–2    |
| Red Arrows FC        | 2–2 (3-2 p.) | Ocean Boys FC            | 2–0 | 0–2    |
| APR FC               | 0–2          | Haras El Hodood          | 0–0 | 0–2    |
| MAS Fès              | 1–2          | EGS Gafsa                | 1–1 | 0–1    |

## Segunda Ronda
| Equipo 1                 | Agr.           | Equipo 2         | Ida | Vuelta |
| ------------------------ | -------------- | ---------------- | --- | ------ |
| Aigle Royal de la Menoua | 1–5            | Bayelsa United   | 1–0 | 0–5    |
| Douala                   | 1–5            | Santos           | 1–1 | 0–4    |
| Sfaxien                  | 3–0            | Jeunesse Abidjan | 2–0 | 1–0    |
| JSM Béjaïa               | 1–1 (12-13 p.) | Stade Malien     | 1–0 | 0–1    |
| Sétif                    | 5–5 (v.)       | Libolo           | 4–0 | 1–5    |
| Mamelodi Sundowns        | 2–3            | Vita Club        | 2–2 | 0–1    |
| ENPPI                    | 4–3            | Red Arrows       | 4–0 | 0–3    |
| Haras El Hodood          | 6–1            | EGS Gafsa        | 3–0 | 3–1    |

## Tercera Ronda
| Equipo 1           | Agr.         | Equipo 2        | Ida | Vuelta |
| ------------------ | ------------ | --------------- | --- | ------ |
| Al-Ahly            | 3–3 (5-6 p.) | Santos          | 3–0 | 0–3    |
| ASEC Mimosas       | 2–2 (v.)     | ENPPI           | 2–2 | 0–0    |
| Sétif              | 4–4 (4-3 p.) | Djoliba         | 3–1 | 1–3    |
| Coton Sport        | 3–3 (v.)     | Vita Club       | 3–1 | 0–2    |
| Al-Ahli            | 1–2          | Haras El Hodood | 0–0 | 1–2    |
| KCC                | 3–5          | Bayelsa United  | 3–1 | 0–4    |
| Ittihad Khemisset  | 2–4          | Stade Malien    | 1–1 | 1–3    |
| Primeiro de Agosto | 2–2 (5-4 p.) | Sfaxien         | 2–0 | 0–2    |

## Fase de grupos
|  | Equipos clasificados a la siguiente ronda |

### Grupo A
| Club         | J | G | E | P | GF | GC | GD | Pts. |
| ------------ | - | - | - | - | -- | -- | -- | ---- |
| ES Sétif     | 6 | 3 | 0 | 3 | 14 | 9  | +5 | 9    |
| ENPPI        | 6 | 3 | 0 | 3 | 13 | 10 | +3 | 9    |
| AS Vita Club | 6 | 3 | 0 | 3 | 7  | 7  | 0  | 9    |
| Santos FC    | 6 | 3 | 0 | 3 | 3  | 11 | −8 | 9    |

|     | ENP | ESS | SAN | VIT |
| --- | --- | --- | --- | --- |
| ENP | –   | 3–4 | 4–0 | 3–1 |
| ESS | 1–3 | –   | 6–0 | 2–0 |
| SAN | 1–0 | 1–0 | –   | 1–0 |
| VIT | 3–0 | 2–1 | 1–0 | –   |

### Grupo B
| club              | J | G | E | P | GF | GC | GD | Pts. |
| ----------------- | - | - | - | - | -- | -- | -- | ---- |
| Stade Malien      | 6 | 2 | 3 | 1 | 5  | 3  | +2 | 9    |
| Bayelsa United    | 6 | 3 | 0 | 3 | 9  | 6  | +3 | 9    |
| Primero de Agosto | 6 | 2 | 2 | 2 | 5  | 10 | −5 | 8    |
| Haras El Hodood   | 6 | 2 | 1 | 3 | 7  | 7  | 0  | 7    |

|     | BAY | HAR | PRI | STA |
| --- | --- | --- | --- | --- |
| BAY | –   | 2–0 | 4–0 | 1–2 |
| HAR | 1–0 | –   | 5–1 | 1–1 |
| PRI | 3–1 | 1–0 | –   | 0–0 |
| STA | 0–1 | 2–0 | 0–0 | –   |

El Stade Malien ganó el grupo sobre el Bayelsa United basado en los enfrentamientos entre sí tomando en cuenta los goles de visitante.

## Semifinales
| Equipo 1       | Agr. | Equipo 2     | Ida | Vuelta |
| -------------- | ---- | ------------ | --- | ------ |
| Bayelsa United | 1–2  | ES Sétif     | 1–1 | 0–1    |
| ENPPI          | 4–6  | Stade Malien | 2–2 | 2–4    |

## Final
| Equipo 1 | Agr.         | Equipo 2     | Ida | Vuelta |
| -------- | ------------ | ------------ | --- | ------ |
| ES Sétif | 2–2 (2-3 p.) | Stade Malien | 2–0 | 0–2    |

### Ida
| 29-11-2009 | ES Sétif      | 2 – 0   | Stade Malien | Stade 8 Mai 1945, Sétif                                    |                                                            |
|            | Ziaya 15' 80' | Reporte |              | Asistencia: 25,000 espectadores Árbitro(s): Daniel Bennett | Asistencia: 25,000 espectadores Árbitro(s): Daniel Bennett |

### Vuelta
| 5-12-2009 | Stade Malien                                 | 2 – 0 (3 – 2 p.)(Global 2 - 2) | ES Sétif                                    | Stade Modibo Kéïta, Bamako                               |                                                          |
|           | B. Coulibaly 53' · Bagayoko 55' (pen.)       | Reporte                        |                                             | Asistencia: 35,000 espectadores Árbitro(s): Eddy Maillet | Asistencia: 35,000 espectadores Árbitro(s): Eddy Maillet |
|           |                                              | Tiros desde el punto penal     |                                             |                                                          |                                                          |
|           | Issiaka · M. Coulibaly · Koné · B. Coulibaly |                                | Belkaïd · Yekhlef · Diss · Seguer · Djediat |                                                          |                                                          |

## Campeón
|                      |
| Bandera de Mali      |
| Campeón Stade Malien |
| 1.° título           |